# 浜のミサンガ 環
浜のミサンガ 環（はまのミサンガ たまき）は、岩手県大船渡市の越喜来をはじめとする三陸地方（岩手県、宮城県）で製作されていたミサンガ。2011年（平成23年）の東日本大震災以来の三陸の雇用創出を目的とする「三陸に仕事を! プロジェクト」の企画によるもので、震災により仕事を失った女性たちの手で、三陸の漁網を材料として製作された。2011年6月の販売開始から2013年（平成25年）のプロジェクト終了まで驚異的な売上を記録したとともに、被災者たちの精神面にも大きな効果をもたらしており、全国的な評価を得た。

## 沿革

### 発端

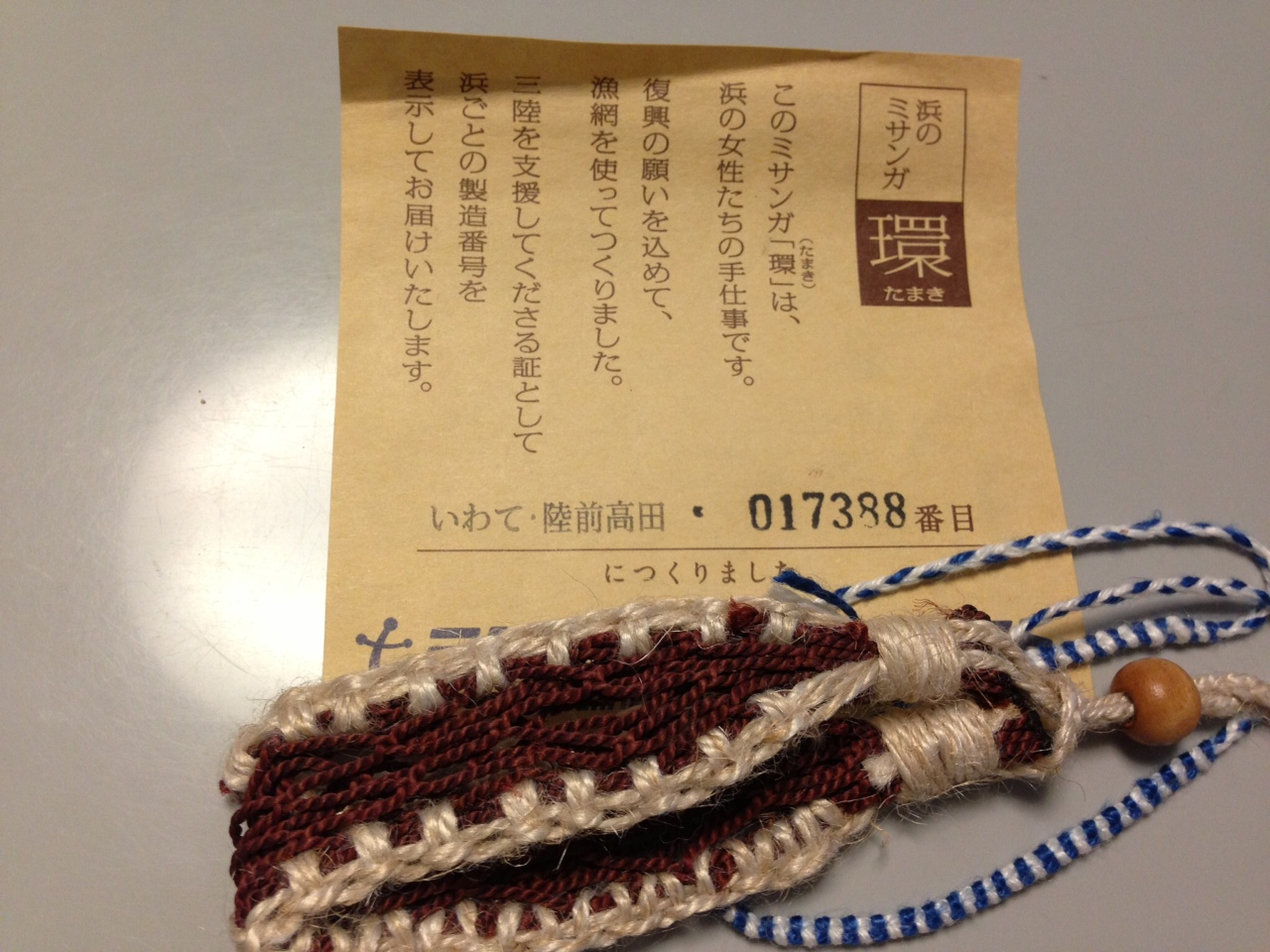
ホワイトバージョン

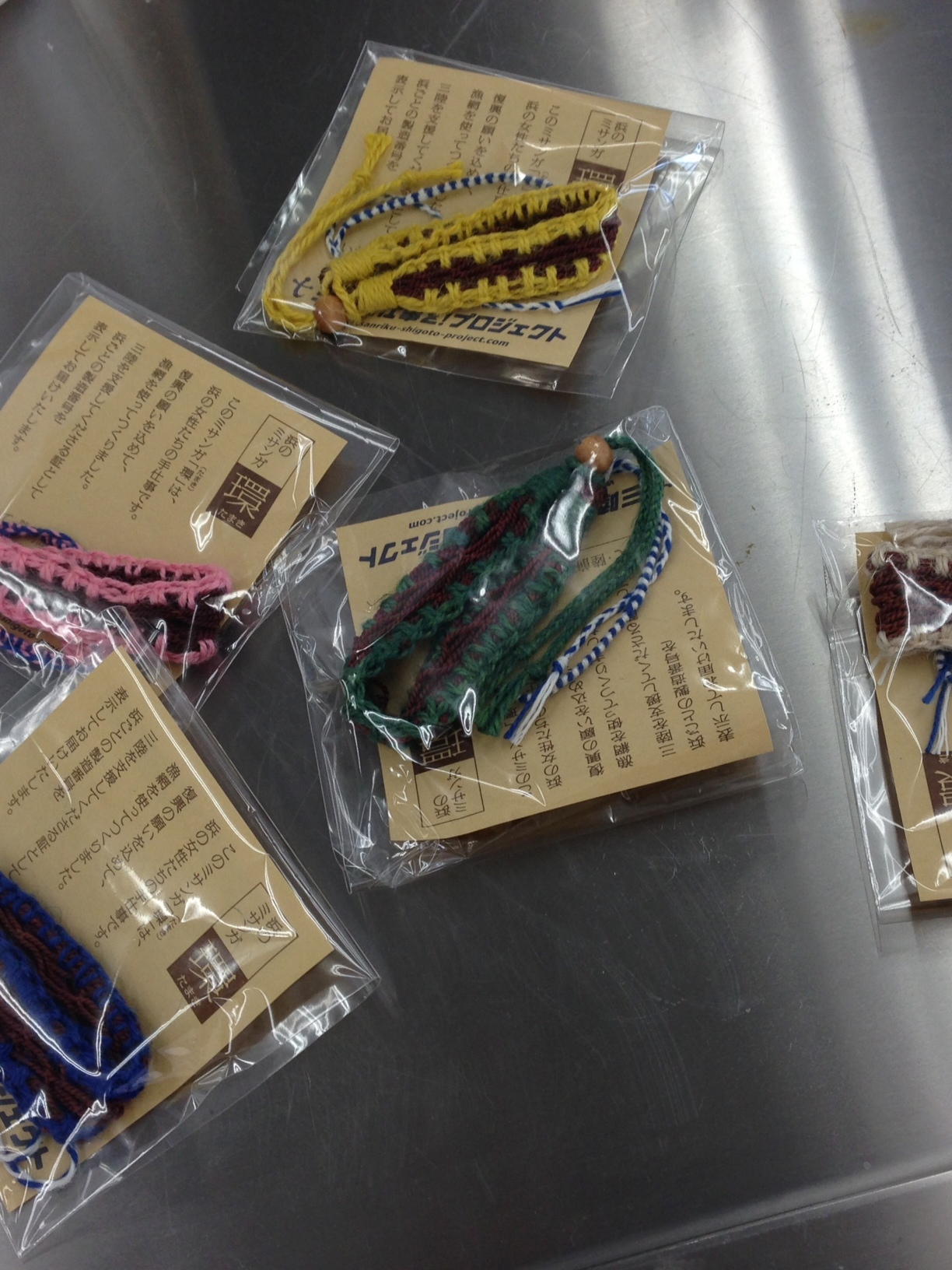
イエロー、ウィンター（緑）、さくらなでしこ（ピンク）、ブルーの各バージョン

「三陸に仕事を! プロジェクト」は、東日本大震災で仕事を失った女性たちの支援のため、仙台放送、岩手めんこいテレビ、博報堂の3社の共同により設立された。震災による失業者向けの再就職口としては、瓦礫撤去など男性向けの力仕事が多く、女性の再就職は困難な傾向にあった。そうした中、手先の器用な浜の女性に向いた仕事として、浜の女性らしい物、見るたびに震災や津波を思い出せる物として、漁に使用できず放置されている漁網を再利用してミサンガを作ることが発案された。これらの漁網は、本来は小型魚の漁のための網であり、漁船が津波で流されたために、未使用のまま使い道が失われていた。
また、「三陸に仕事を! プロジェクト」の事務局長である雫石吉隆（博報堂）は、震災後に大きなショックを受けている人々の中で、かつて浜の仕事をしていた70歳代の女性が避難所で1日中働いている姿を見て、仕事を与えることで人々を元気にすることを思い立ったという。
材料となったのは、三陸の漁網工場の倉庫に放置されていた未使用の漁網であり、この漁網製の太いミサンガと麻紐製の細いミサンガを1つのセットとして、「浜のミサンガ 環」が完成した。「環（たまき）」とは日本古来のブレスレットの呼称でもあり、「物」「思い」「コンセプト」それぞれが三位一体となっている言葉として名付けられた。

### 制作開始
2011年4月下旬に製作者たちが集められ、5月中旬から本格的な製作が始められた。製作者は当初は越喜来の地元漁師の妻など、平均年齢50歳代の女性たちが10数名だったが、後述のように評判を呼ぶにつれ、岩手県内には三陸と釜石市に製作者チームが置かれ、さらに宮城県にも南三陸町歌津、石巻市、東松島市にチームが発足した。当初の越喜来だけでも製作者は40人に増え、ほかにも岩手の陸前高田市や釜石、大船渡市、上閉伊郡大槌町、下閉伊郡山田町、宮城の石巻や南三陸町など、津波で大きな被害を被った地域の女性たちが製作に参加し、2011年12月には製作者は東北全員で280人を超えるまでになった。最年少は19歳で、2011年春から就職するはずだった職場を震災で失った高卒の少女であり、最年長は75歳。制作場所は当初は避難所であったが、後に仮設住宅に移された。
中には夫婦そろって震災で職を失い、ミサンガ製作で一家の担い手となった主婦、6人家族をミサンガの売上で支えてきた被災者もいた。ミサンガの月収が20万円を超える人もいた。

### 制作終了
震災から約1年半後の2012年（平成24年）9月には、製作者への賃金配分が、売上全体の52.4パーセントから45.5パーセントに引き下げされた。これは、熟練した製作者は時給が1000円を超えており、これがむしろ本業復帰の妨げになる恐れがあるため、製作を支援する事業から、小さくても地域の正業になる事業へ移行させるため、売るコストに配慮することが狙いとされる。
また博報堂は、ミサンガの製作者は一部を残して卒業させ、被災地ツーリズムの活動や食堂経営など、地元の新産業への移行を促していた。
震災翌々年の2013年時点では、宮城の製作チームも本業復帰を第一とするため、参画から1年で製作を終了することが決定しており、最終的には同2013年12月、約1億2千万円の収入をもって生産を終了した。

## 売上
2011年6月11日、盛岡市内の店舗で試験的に限定販売が行なわれ、大好評で1200セットがあっという間に完売し、しかも購入希望が1万セット以上も寄せられた。翌月の7月11日には正式にインターネットによる通信販売が開始され、2000セットがわずか2時間で完売。TwitterやFacebookなどでの評判によって販売先のサイトには43万件ものアクセスが集中し、販売数分後には一時的にサーバーがダウンしてアクセス不能になるほどだった。Yahoo!検索ランキングで、前日に比べて検索数が急増したキーワードを紹介する「急上昇ワードランキング」では、2011年7月14日に漁網 ミサンガ」が発表された。
8月11日には4000セットが完売。製作が間に合わずに新たな製作者を募集するほどとの盛況となった。同年9月までには3万個が完売し、約250人の製作者たちの収入は1760万円以上となった。その後も売上は好調を続け、同年10月には生産が追い付かずに予約待ちが発生するほどとなった。通信販売のほかにも、ファッションブランド店など、東北と関東地方を中心に全国十数店舗で販売されたが、どこでも入荷待ちの状態が続いた。
ミサンガの売上のうち、材料費や諸経費を除く約半分の売上が製作者たちの収入となるシステムであり、製作ペースの遅い者でも1か月に24000円、最高額の記録保持者は1か月に167000円の収入を得ている。また製作者以外にも、生産管理者たちやプロジェクトを支援する役割の被災企業や被災者たちにも、約1割強の額が支払われた。
2011年を終える頃には、製作者たちには約6700万円、生産管理者たちにも約1000万の収入があり、翌2012年4月には、売上総額はついに1億円に達した。一般的に、手芸品の販売価格はひとつ500円から1000円であり、1000個売れても売上は100万円であることから、この売上の数字は桁違いといえる。
2012年3月に東京都で行われた実演販売も、約4時間で完売。各地のアンテナショップでの販売されたが、関東では即日完売する店があったほか、遅くとも2日以内に売り切れ、大阪府でも約1週間で完売に至った。2012年6月には、販売数は15万セット以上に達し、収入は製作者たちの分が約9120万円、生産管理者たちの分が約1390万円に達した。
大坂の店舗では、購入者は20歳代から40歳代までのボランティア意識が高い客たちが中心であり、被災地の支援になるために継続して購入する客も多く、若い世代のリピーターが多いという。

## 売上以外の効果
経済的支援を第一目的としてはじめられたこのプロジェクトであり、実際に製作者からも収入を得られることを喜ぶ声が上がる一方で、製作者たちのコミュニケーションの向上など、精神面においても望外の効果を生んだ。
仮設住宅に住む被災者たちは方々から集まっており、隣近所は他人同士であることがほとんどで交流もなかったが、ミサンガが共通の話題として交流のきっかけになる様子も見受けられた。製作者同士で作り方を教え合うなど、仮設住宅内で人々の往来が急増したケースもあった。同じ被災者同士とはいっても、家を流された、家族を失ったなど、抱える問題は人それぞれで、話せば話すほど辛いこともあるが、ミサンガならば話題が共通し、話を一つにできるといった事情もあった。ミサンガ製作を始めて以来の製作者たちの最大の変化は、笑顔になったことだともいう。ミサンガの製作を通じて仮設住宅の雰囲気が明るくなり、ボランティアで仮設住宅を訪れた人々が、その明るさに驚くこともあった。
前述の最年長の製作者である75歳の女性は、震災後に変化に乏しい避難生活を送っていたが、ミサンガ作りに参加して以来「次の日が来るのが楽しみになった」と語っており、ほかの製作者たちからも「作るのが楽しい、朝が待ち遠しい」「仲間と共通の話題ができ、作業が楽しい」「ミサンガを通じて色々な人と知り合えた」「孤独な生活だったが、ミサンガのおかげで友人ができた」「働く喜びを感じる」など、多くの喜びの声が上がっていた。家や多くの知人を震災で失って辛い思いをした製作者から「ミサンガ作りに没頭すると余計なことを考えずに済む」「集中していれば落ちこまずに済み、気づくと日付が変わっていることもある」との声も寄せられた。

## 評価
震災後、テレビでは自粛のために企業コマーシャルがほぼ皆無となり、空いた放送枠の中で、本プロジェクトのミサンガによる生業支援をテーマとしたコマーシャルが、あたかも公共広告機構のように放映され、新聞にも多数取り上げられた。一方で、信頼が落ちることのないよう、製品の品質管理にも気を配ることで売上が維持された。こうした発信力とブランド化により、支援したいと思う人々の気持ちを集めることができたと見られている。
ミサンガの売上による製作者や被災者たちへの支援の金額はプロジェクトの公式サイトで公表されており、購入者にとっても支援度合を確実に把握でき、購入が被災地支援に繋がっていることを実感できるシステムとなっている。実際に購入者からも、行き先のわかりにくい義捐金と異なり、製作者たちへ確実に収入が届くことがわかることを評価する声もある。
また地元で製作に携わっていない住民たちは、開始当初こそミサンガ製作に懐疑的な声が多かったが、後には支援者からの見舞金の礼にミサンガを買って贈るなど、地場産業として住民たちに認知されるに至っている。製作者から「地域活性に役立っている実感がある」との声もある。雇用創出とともに、被災者たちの気持ちを上向かせ、生きがいを取り戻すという意味においても、このプロジェクトの効果は大きいと評価されている。
本プロジェクトのほかにも、震災後の仮設住宅では手仕事で収入を得る試みもあったが、売上はさほど多くなく、被災地への関心が薄れると売上が急落するため、長続きしないという悩みもあった。そうした中、本プロジェクトは手芸品を商業ベース乗せることで順調に展開させるといった面においての評価もある。自立復興を支援する一般社団法人キャッシュ・フォー・ワーク・ジャパンでは、本プロジェクトは自立するための仕事のモデルケースとされ、その完成度は最高と評価されている。
純粋に服飾品として見ても、プロのデザイナーによるデザインが原型となっており、「デザインもかわいい」「おしゃれなデザイン」との声もある。数種類の色のバージョンがあることから、好きな色を選んだり、洋服に合わせた気軽なアクセサリーとしての楽しめるとの評価もある。

## テレビドラマの影響
NHKで2013年に放映されたテレビドラマ『あまちゃん』において東日本大震災が取り上げられ、同年9月の第140話では「浜のミサンガ」同様、震災後に浜辺に放置された魚網を再利用し、被災地の女性たちがミサンガを作る場面があった。この場面が「浜のミサンガ」と共通することから、一部では「浜のミサンガ」が『あまちゃん』のミサンガのモデルと報じられた。
この影響により「浜のミサンガ」への注文が殺到して売り切れまで生じ、放送の数日後には3000以上の在庫が完売となる事態に至った。なおドラマでは本業の合間に手早く製作していたようにも見えるが、実際の「浜のミサンガ」は製作にかなりの時間がかかり、ドラマ放映時期の2013年9月時点では、最終的な出荷までには1か月以上を要していた。